# Falstaff ossia Le tre burle
Falstaff ossia Le tre burle (dt. Falstaff oder Die drei Streiche) ist ein 1799 uraufgeführtes „Dramma giocoso“ in zwei Akten von Antonio Salieri nach einem Text von Carlo Prospero De Franceschi, auf der Grundlage der Komödie The Merry Wives of Windsor von William Shakespeare.

## Gestaltung

### Orchester
Die Orchesterbesetzung der Oper umfasst die folgenden Instrumente:
- Holzbläser: zwei Flöten, zwei Oboen, zwei Klarinetten, zwei Fagotte
- Blechbläser: zwei Hörner, zwei Trompeten
- Pauken
- Streicher
- Basso continuo

### Musik
Die Musik zum Falstaff gehört unbestritten zu Salieris originellsten Werken; eine kluge musikalische Personenführung (z. B. der eher mit Merkmalen der ernsten Oper charakterisierte Mr. Ford), gepaart mit der gelungenen Mischung von Buffa- und Seria-Elementen, sowie eine bemerkenswerte Instrumentation mit zahlreichen ausdrucksvollen Solopartien (u. a. für Klarinette, Violine und Violoncello) zeigen das außerordentliche künstlerische Profil des Komponisten. Auch in diesem Werk lässt sich Salieris Tendenz erkennen, größere Szenenkomplexe zu schaffen, anstatt auf die althergebrachte Abfolge isoliert stehender Nummern zu vertrauen.

## Werkgeschichte
Die Uraufführung fand am 3. Januar 1799 im Kärntnertortheater in Wien statt. Es sangen Carlo Angrisani (John Falstaff), Irene Tomeoni-Dutillieu (Mistreß Ford), Giuseppe Simoni (Master Ford), Ignaz Saal (Master Slender), Milloch (Mistreß Slender), Gaetano Lotti (Bardolf) und Marianne Gaßmann (Betty).
Zeitgenössischen Berichten zufolge war die Premiere ein außerordentlicher Erfolg, zahlreiche Nummern mussten wiederholt werden. Der Wiener Beamte Carl Rosenbaum schreibt hierüber in seinem Tagebuch: „[…] um 5 Uhr ins Kärtnerthor Theater, wo Salieris Oper Le tre burle zum erstenmal und mit einem seltenen Beifall gegeben wurde. Viele Stücke wurden wiederhollt, und ein Duett dreymal. Nach der Oper mußte sich Salieri zweymal dem Publikum zeigen, und das ganze Personal wurde vorgerufen.“
Noch im Jahr der Uraufführung komponierte Ludwig van Beethoven 10 Variationen für Klavier B-Dur (WoO 73) über das Duett „La stessa, la stessissima“ aus dem ersten Akt von Salieris Oper; über das gleiche Thema sind auch Variationen für Klavier von Beethovens Konkurrenten Joseph Wölfl, sowie von der Mozart-Schülerin Josepha Barbara Auernhammer erhalten.
Als eine der wenigen Opern Salieris ist Falstaff in neuerer Zeit häufiger auf der Bühne zu sehen, so z. B. 1961 in Siena, 1975 in Verona und in Salieris Heimatstadt Legnago, 1976 in Salzburg, 1977 in Triest, 1981 in Verona, 1985 in Budapest, 1987 in Parma und in Bordeaux, 1988 in Konstanz, 1991 in Bad Aibling, 1992 in Drottningholm, 1995 bei den Schwetzinger Festspielen und in Rheinsberg, 1996 in Mailand, 1998 in New York, 2000 erneut in Konstanz, 2002 in Rennes und in Innsbruck, 2003 auf Schloss Dankern im Emsland und in Bampton/England, 2004 beim Bath Shakespeare Festival, 2005 in Wien und im schweizerischen Hausen am Albis, 2006 in Otago/Neuseeland, 2007 in Nijetrijne/Holland, 2012 in Biel/Schweiz, sowie 2016 im Theater an der Wien.
Die Oper liegt als Gesamtaufnahme in mehreren Produktionen vor, die Schwetzinger Aufführung ist mittlerweile auf DVD erhältlich.